# Furstendömet Montenegro
Furstendömet Montenegro var ett furstendöme i sydöstra Europa. Det existerade mellan 13 mars 1852 och 28 augusti 1910. Det blev sedan ett kungarike då Nikola I proklamerade sig som kung. Huvudstaden var Cetinje och från 1906 var montenegrinsk perper valuta. Området bestod av de centrala delarna av nutidens (2010) Montenegro. Staten var en konstitutionell monarki, men fungerade i praktiken som en absolut monarki.

## Historia
Furstendömet Montenegro bildades den 13 mars 1852 av Knjaz Danilo I Petrović-Njegoš, då Knjaz Danilo, som vid den tiden var vladika (furstbiskop) av Montenegro, beslutade att ge upp sin kyrkliga position som biskop och gifta sig, vilket gjorde Montenegro till en sekulär stat efter århundraden av teokratiskt styre. Då Knjaz Danilo mördades den 13 augusti 1860, blev Nikola I, brorson till Knjaz Danilo, Montenegros regent. Den 28 augusti 1910 blev staten ett kungarike då Nikola I blev kung.

### Slaget vid Grahovac
Storfurste Mirko Petrović, äldre bror till Knjaz Danilo, ledde en stark armé på 7 500 soldater som vann ett avgörande slag mot osmanerna (armé på mellan 7 000 och 13 000) i Grahovac den 1 maj 1858. De osmanska soldaterna drogs tillbaka. Flera krigstroféer lämnades i montengrinska händer, och kom att användas i de slutliga självständighetskrigen 1862 och 1875-1878. 
Denna seger fick stor diplomatiskt betydelse. Styrkan i montenegrinska vapen nämndes snart i sånger och litteratur bland sydslaverna, bland andra serberna i Vojvodina, som då tillhörde Österrike-Ungern. Den montenegrinska segern tvingade stormakterna att officiellt upprätta en gräns mellan Montenegro och det Osmanska riket, vilket de facto var ett erkännande av Montenegros självständighet. Montenegro fick Grahovo, Rudine, Nikšićs Župa, mer än hälften av Drobnjaci, Tušina, Uskoci, Lipovo, Upper Vasojevići, och delar av Kuči och Dodoši.

## Statsmakter och politik

### 1855 års konstitution
Knjaz Danilo använde Petar I Petrović-Njegoš lag, som inspiration för hans egen "allmänna lag för landet från 1855" (Zakonik Danila Prvog). Danilos lag var baserad på montenegrinska traditioner och seder och anses vara den första nationella konstitutionen i Montenegros historia. Den satte även upp regler, skyddade privat egendom och förbjöd stridande på österrikiska kusten (Kotorbukten). Den sa också: "Även om det inte finns någon annan nationalitet i detta land, förutom serbisk nationalitet, och ingen annan religion än östortodox kristendom, kan varje utlänning och person med annan tro leva här och ha samma frihet och rättigheter här som montenegrin eller högländare."

## Demografi

### 1882
Schwartz bedömde 1882 att furstendömet hade 160 000 invånare. En vanligare uppskattning är dock att det fanns omkring 230 000 invånare.

### 1900
År 1900 hade, enligt internationella källor, furstendömet Montenegro 311 564 invånare. Efter religion:
- 293 527 Östlig kristendom (94,21 procent)
- 12 493 Muslimer (4,01 procent)
- 5 544 Romersk-katoliker (1,78 procent)

Efter läs- och skrivkunnighet:
- 77 procent kunde läsa och skriva
- 71 528 (23 procent) kunde inte läsa och skriva

Furstendömet hade förutom montenegriner, omkring 5 000 albaner och omkring 800 romer.

### 1907
1907 uppskattades att det fanns omkring 282 000 invånare i Montenegro.
En stor majoritet tillhörde den ortodoxa kyrkan.

### 1909
1909 års officiella folkräkning genomfördes av myndigheterna. Etnicitet bestämdes genom modersmål, officiellt språk var serbiska:
Totalt: 317 856 invånare.
Efter språk:
- Serber: omkring 95 procent
- Övriga främst albaner

Efter religion:
- Östkristna: 94,38 procent
- Övriga (främst muslimer)

Den totala befolkningen överskattades av politiska skäl. Det fanns omkring 220 000 invånare.

## Regenter
- Knjaz Danilo I Petrović-Njegoš (1852 - 13 augusti 1860)
- Knjaz Nikola I Petrović-Njegoš (13 augusti 1860 - 28 augusti 1910).